# Acacia retinervis
Acacia retinervis é uma espécie de leguminosa do gênero Acacia, pertencente à família Fabaceae.